# Brigade Nawasi
La Brigade Nawasi est un groupe armé libyen, actif lors de la deuxième guerre civile libyenne.

## Histoire
La Brigade Nawasi est une des plus importantes milices de Tripoli. En 2016, elle rallie le Gouvernement d'union nationale (GNA). Elle est chargée dans la capitale de la protection des bâtiments officiels. Le groupe est dirigé par la famille Gaddour. Il n'a pas d'idéologie particulière. En 2018, il prend part à la bataille de Tripoli. En 2019, il compte 1 800 hommes.
En 2022, la Brigade Nawasi apporte son soutien à Fathi Bachagha.